# Léon Darrien
Léon Darrien   (25 d'octubre de 1887 - 19 de febrer de 1973) va ser un gimnasta artístic belga que va competir a començaments del segle xx.
El 1920 va prendre part en els Jocs Olímpics d'Anvers, on va guanyar la medalla de bronze en el concurs per equips, sistema suec del programa de gimnàstica.